# Hôtel particulier

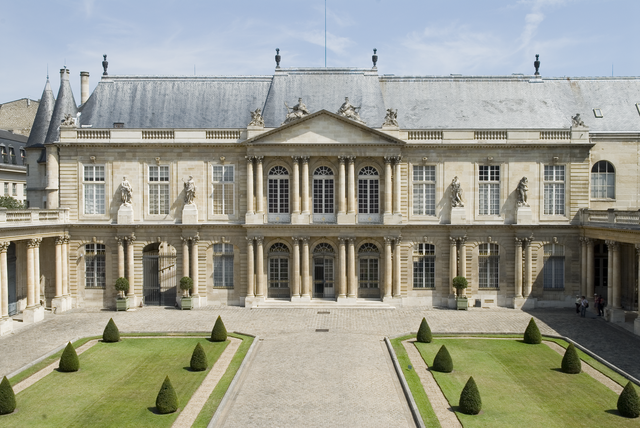
El Hôtel de Soubise en el distrito de Le Marais, París

Un hôtel particulier (en francés, lit., 'hotel particular' o 'privado'), en Francia y en Bélgica, es un tipo de residencia señorial, palacete o mansión urbana habitada por un único propietario o familia y su servidumbre. Se cristalizó como tipología en la Francia en el siglo XVII, en especial en París, pero fue variando compositiva y funcionalmente a lo largo del tiempo.
Hasta finales del Antiguo Régimen, la palabra francesa hôtel tenía varios significados, sin embargo, en esa época apareció el retrónimo hôtel particulier para designar específicamente a estas mansiones privadas. En español, la palabra hôtel está relacionada esencialmente con el turismo, aunque el establecimiento hotelero se escribe sin el acento circunflejo: hotel. A menudo bajo la designación «hotelito», 'hotel' en español se refiere también a una vivienda unifamiliar con jardín, como las que se construyeron a principios del siglo XX en las afueras de Madrid (hoy dentro del casco urbano) en las llamadas colonias de casas baratas para obreros.
Es el equivalente urbano del château campestre y se diferencia del palais (palacio), que solo se aplica a residencias reales urbanas (Palais des Tuileries) o las sedes de importantes instituciones (Palais de Justice).

## Origen de la expresión
El término francés hôtel tiene desde antiguo numerosos significados. El más antiguo es el que deriva directamente del latín tardío hostellum, luego ostello: un lugar donde acoger a peregrinos y viandantes. Con el tiempo, se usó para definir genéricamente los albergues públicos, o lugares donde las personas podían alquilar habitaciones para ser alojadas por períodos cortos de tiempo por estadía. También derivarían así hôte, hôtellerie, hospitalité (en español, "huésped, hostelería, hospitalidad").
No obstante, en la Francia de la Edad Media el vocablo hôtel también pasó a designar algunos edificios de carácter público como:
- el Hôtel du Roi — Hospitium Regis, que reagrupaba a los funcionarios encargados del servicio doméstico del soberano[5]
- el Hôtel de Ville (ayuntamiento)
- el Hôtel de la Monnaie (casa de la moneda)
- el Hôtel-Dieu (hospital).

Luego, en los siglos XIII-XV, se impuso gradualmente para designar una residencia principesca en oposición al palais (palacio real) o a la simple maison bourgeoise (casa burguesa). Sin embargo, el uso del vocablo siguió siendo raro y solo designaba algunas residencias de los grandes señores como el Hôtel de Sens  o el Hôtel de Cluny (ambos de cargos eclesiales) o incluso de residencias reales como el Hôtel de Saint-Pol, el Hôtel de Nesle o el Hôtel des Tournelles. Estas grandes residencias urbanas eran utilizadas no como un hogar sino como un lugar privado de alojamiento temporal (de ahí lo de "albergue"), quizás con un personal permanente, donde los dueños eran tratados casi como invitados ocasionales.
En el siglo XVII, la palabra hôtel se generalizó aún más con la aparición de hôtels propiedad de financieros y de grandes burgueses. Así, el médico inglés Martin Lister, en su obra A Journey to Paris In the Year 1698, ya observaba que «hay una gran cantidad de hôtels en París, es decir, de albergues públicos donde se alquilan apartamentos. [...] Este nombre también se aplica a las casas de señores y de gentilhombres [...]». Por lo tanto, se tenía en cuenta el uso del término hôtel para designar una gran mansión urbana.
Solo al final del Antiguo Régimen, apareció la expresión hôtel particulier, una suerte de retrónimo que se hizo necesario para diferenciar claramente estas grandes mansiones del resto de significados.

## Evolución del tipo arquitectónico
En la Edad Media todas las grandes casas nobiliarias poseían un château (castillo) asociado a sus tierras es decir, a su feudo. Ese castillo, por su grandeza e historia, reflejaba e ilustraba el alto linaje de la familia. El fin del medievo y el inicio de la era moderna vio la reproducción de ese fenómeno en áreas urbanas, consecuencia de la conjunción de varios factores como la llegada de un gran número de personas de la burguesía (o de la baja nobleza) a puestos de financieros y de ministros del reino, el surgimiento de los parlamentos regionales o el reagrupamiento de la nobleza alrededor del rey. 

### Edad Media

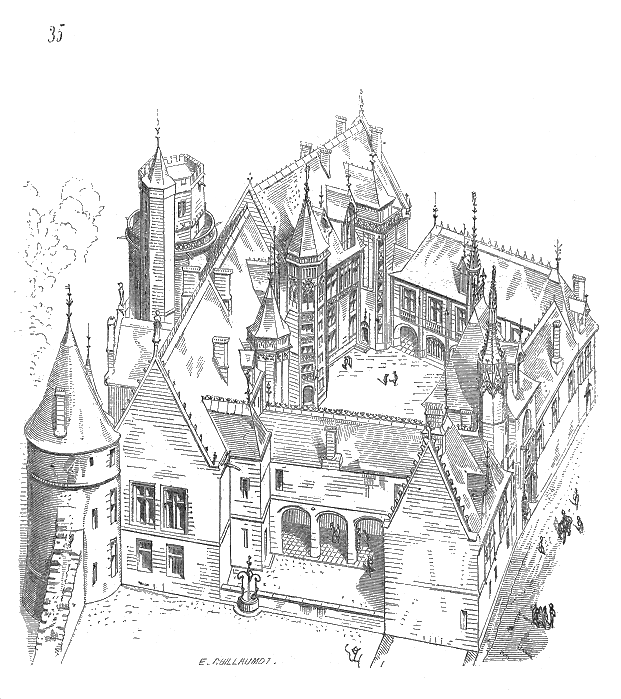
El Hôtel Jacques Coeur en Bourges según un grabado del.

A mediados del siglo XV, el enriquecimiento de los grandes burgueses y la llegada a Francia de ideas renacentistas iniciaron el primer cambio en la tipología de hôtels particuliers. El hôtel Jacques-Cœur (desde 1443) en Bourges es uno de los mejores ejemplos. Su propietario, Jacques Cœur, un rico comerciante de Bourges que había viajado mucho, particularmente en la Italia del Quattrocento, vio en sus viajes muchas innovaciones arquitectónicas que usó en el diseño de su propia mansión. A pesar del estilo gótico tardío de la construcción, se observa la presencia de grandes huecos exteriores alineados tanto vertical como horizontalmente, una innovación arquitectónica llegada desde Italia.
Otro de los pocos hôtels medievales conservados es el Hôtel de Cluny, en París, edificado a finales del siglo XV para los abades de la poderosa abadía de Cluny. En dicho hôtel se distinguen ya algunos de los elementos que caracterizarán en adelante ese tipo de edificios: el corp de logis (edificio principal) se encuentra separado de la calle por un patio; tal patio está cerrado con un alto muro y un gran portal que da a la calle; y el jardín queda relegado a la parte posterior de la propiedad, más tranquila y menos ruidosa.

### El Renacimiento

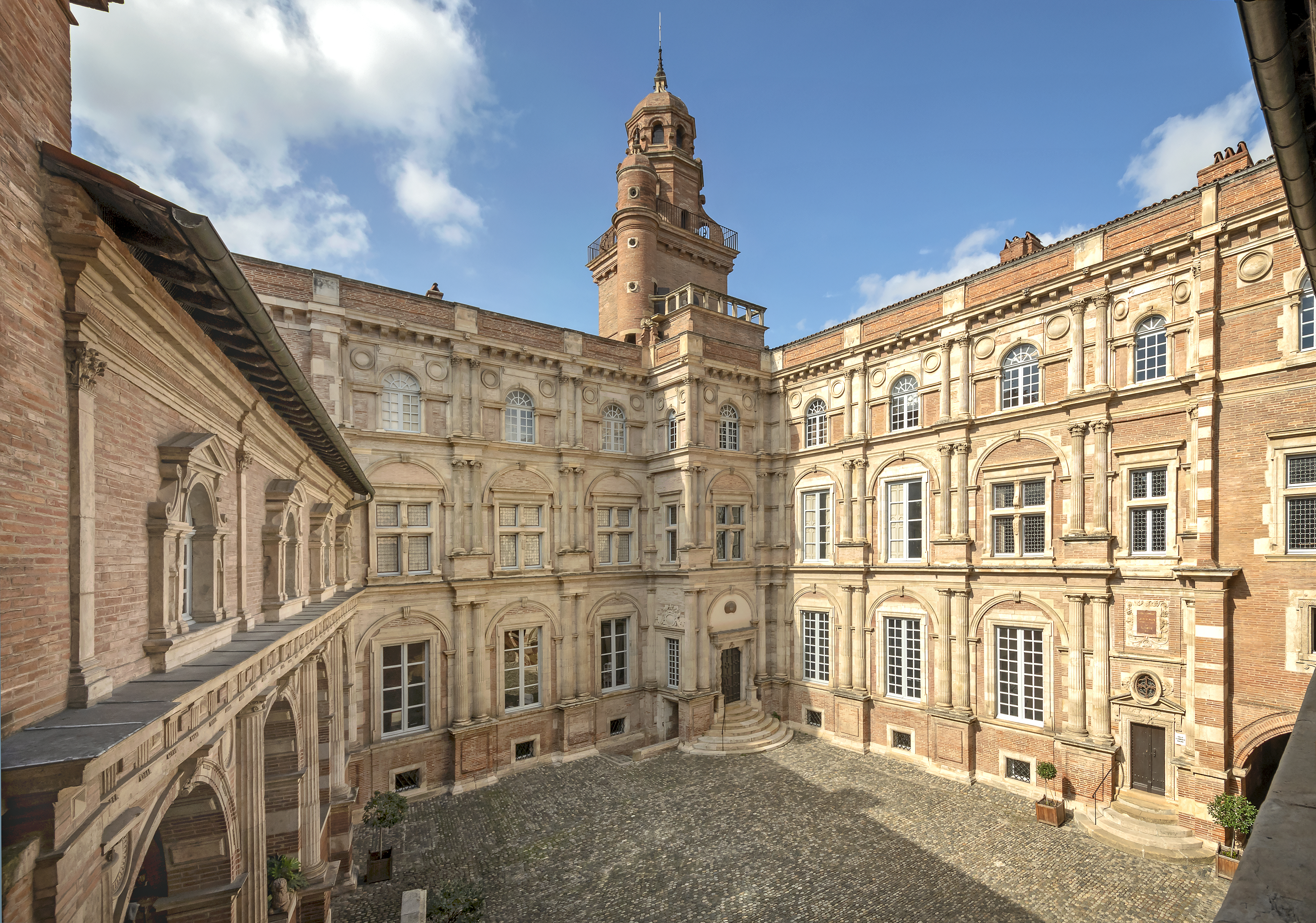
Vista del patio interior del Hôtel d'Assézat, en Toulouse.

La llegada del siglo XVI supuso la adopción en Francia de las nuevas tendencias arquitectónicas venidas de Italia y en especial de Roma, en donde Raffaello, Michelangelo y Bramante estaban construyendo un nuevo lenguaje arquitectónico basado en la Antigüedad, la difusión de estas nuevas tendencias llegaría a través de tratados de arquitectura como el Sette libri dell'architettura de Sebastiano Serlio. También durante este siglo la construcción de hôtels viviría una importante popularización, pues empezaron a ser construidos incluso por medianos y pequeños burgueses (como el hôtel para el arquitecto Philibert de l'Orme). 

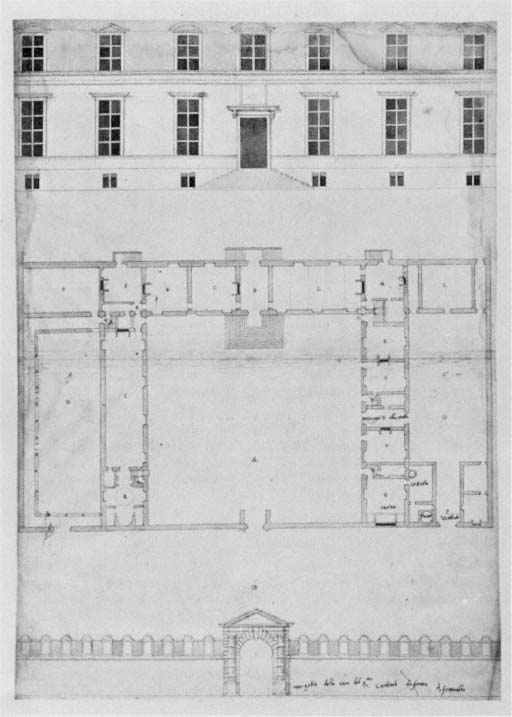
Hôtel du Grand Ferrare de Serlio.

Curiosamente, el edificio que va a definir la evolución de los hôtels durante el siglo XVI no se construyó en París, sino en Fontainebleau. El llamado Hôtel du Grand Ferrare fue construido entre 1544 y 1546 para el cardenal italiano Hipólito II de Este, quien encargó la obra al afamado arquitecto, también italiano, Sebastiano Serlio. El Hôtel du Grand Ferrare presentaba una planta regular y simétrica en forma de U en torno a un cour d'honneur cuadrado, una fachada a base de órdenes clásicos con una escalinata central de acceso y una distribución interior que anunciaba ya la aparición de la disposición en appartement.
En el resto de Francia también se vieron innovaciones constructivas, como por ejemplo en Toulouse, donde, en 1538, el artista Nicolas Bachelier (ca. 1485-1566) presentó por primera vez molduras antiguas en el portal del hôtel de Bagis. También será el autor del hôtel d'Assézat (1555, propiedad de Pierre Assézat rico comerciante tolosano) cuya fachada recordará a la de Pierre Lescot en el palacio del Louvre.
También el château campestre experimentó su particular transformación tipológica y artística, como por ejemplo el castillo de Azay-le-Rideau, que no solo se construía con un nuevo lenguaje renacentista sino que, además, no era propiedad de un gran señor, sino de Gilles Berthelot, un funcionario enriquecido que se convirtió en tesorero del rey Francisco I. 
Tanto el hôtel como el château, pero sobre todo el primero, se convertían en nuevos símbolos de estatus para la burguesía ascendente.

### El Grand Siècle
La consolidación de esta nueva tipología de residencia urbana no llegó hasta el siglo XVII, como consecuencia del fin de las Guerras de religión y el ascenso del primer Borbón al trono francés: Enrique IV. Gentes de todas clases sociales aspiraban a construir su hôtel en la gran ciudad, desde pequeños burgueses, ricos funcionarios o incluso grandes señores del reino, como el cardenal Richelieu que construyó su inmenso Palais-Cardinal en medio París.
La fiebre constructora de hôtels se concentró sobre todo en el barrio de Le Marais y tuvo su centro en la nueva Place Royale (actual plaza de los Vosgos) empezada en 1605. También colaboró en esa efervescencia la publicación de dos importantes tratados: Maniere de bastir pour touttes sortes de personnes (1623), del ingeniero Pierre Le Muet, y L’Architecture françoise des bastimens particuliers (1624), del médico Louis Savot.
El siglo XVII también fue una época de grandes innovaciones y las fachadas profusamente esculpidas del tardo-renacimiento, como en el Hôtel de Sully (1625-1630), dieron paso a la severidad del clasicismo francés, como en el hôtel de Guénégaud.

Pero sobre todo fue en la distribución interior donde se vieron grandes cambios: en el hôtel de Jars apareció uno de los primeros ejemplos de appartement double, que permitía destinar una serie de estancias a recepciones y otra a la vida más íntima. Mientras en el hôtel de Rambouillet se cuestionaba el tradicional esquema de appartement —con antichambre - chambre - cabinet) y nacieron nuevas piezas,  el salon y la chambre à alcove; además, fue uno de los primeros edificios particulares (junto con el château de Maisons) en el que la escalinata se desplazó del centro del corps de logis a una de las esquinas del edificio, para así permitir disfrutar de las vistas del jardín desde el mismo vestíbulo.

Hôtels tardo-renacentistas en Le Marais (París).
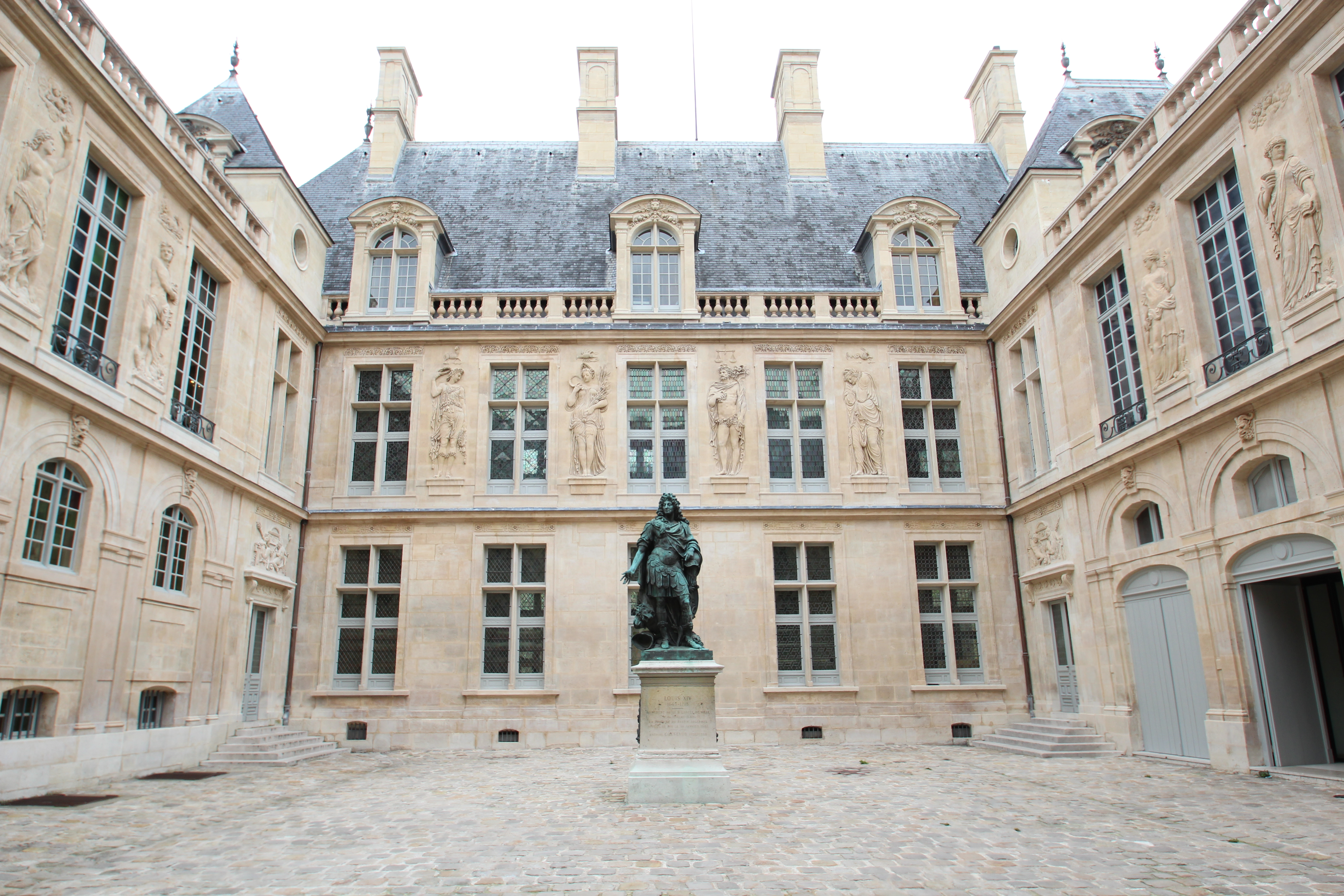
Hôtel Carnavalet (1548-1560), hoy Museo Carnavalet.
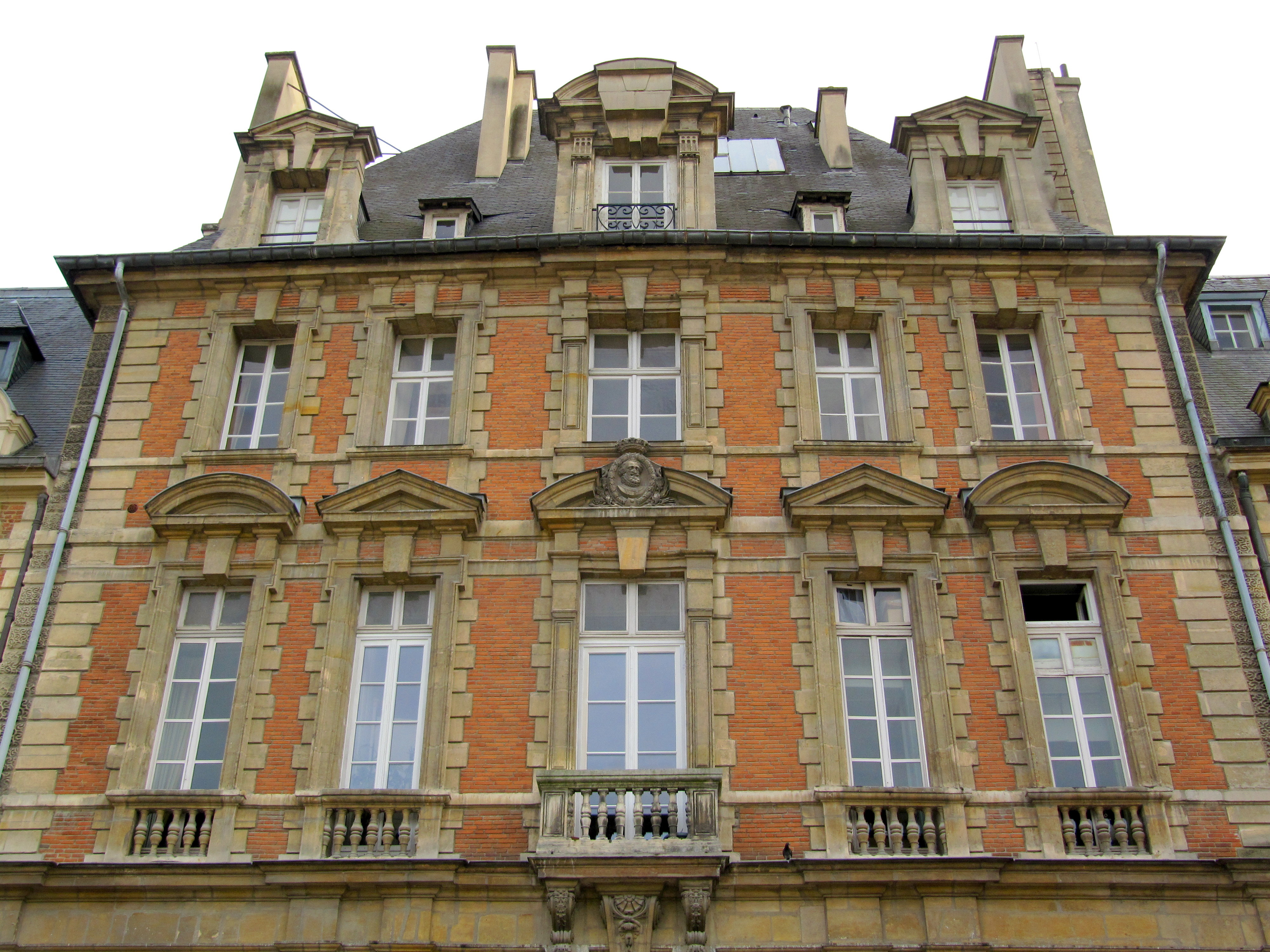
Pavillon du roi, uno de los hôtels de la Plaza de los Vosgos de París, antigua Place Royale (1605-1608).
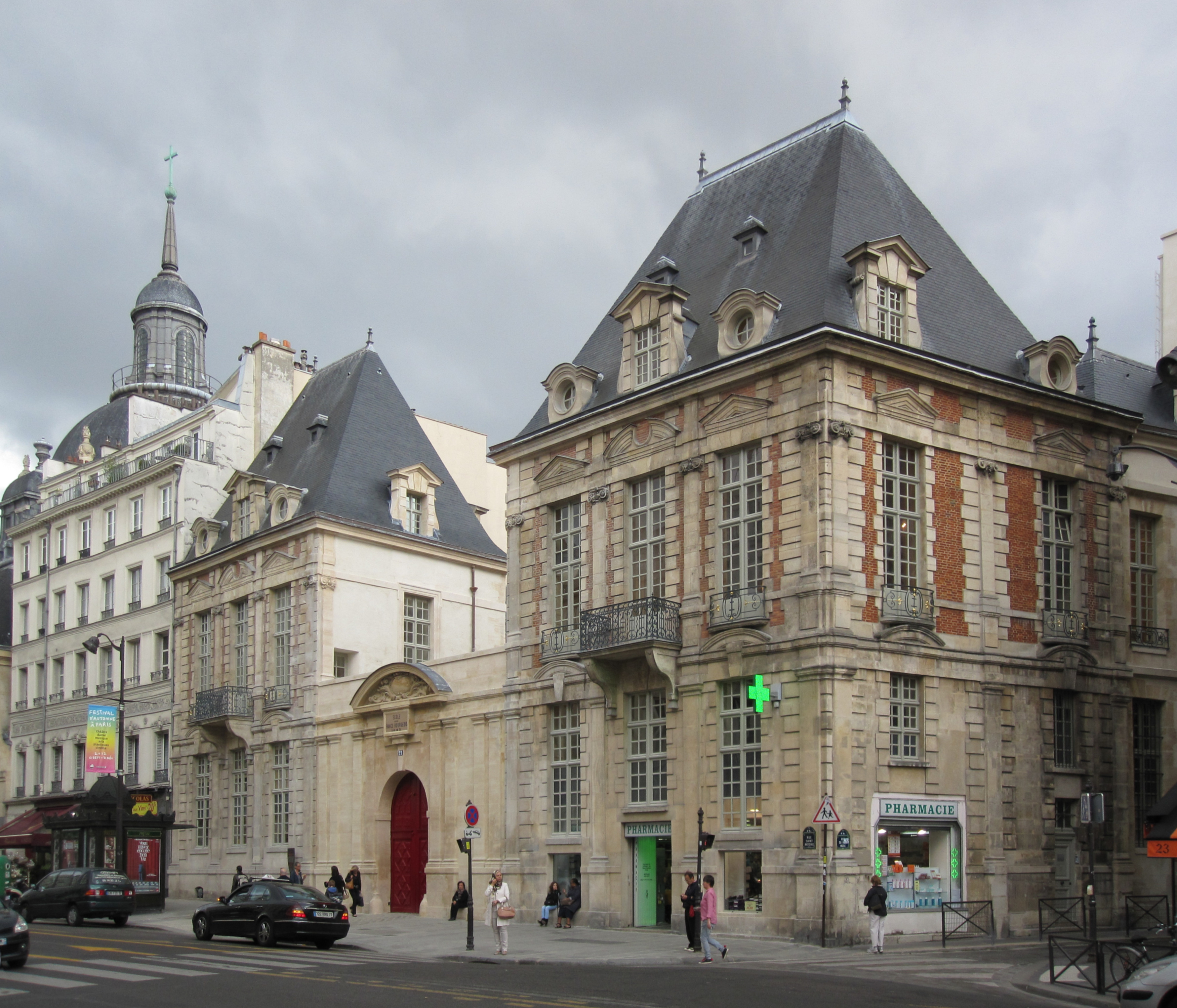
Hôtel de Mayenne (1613-1617).
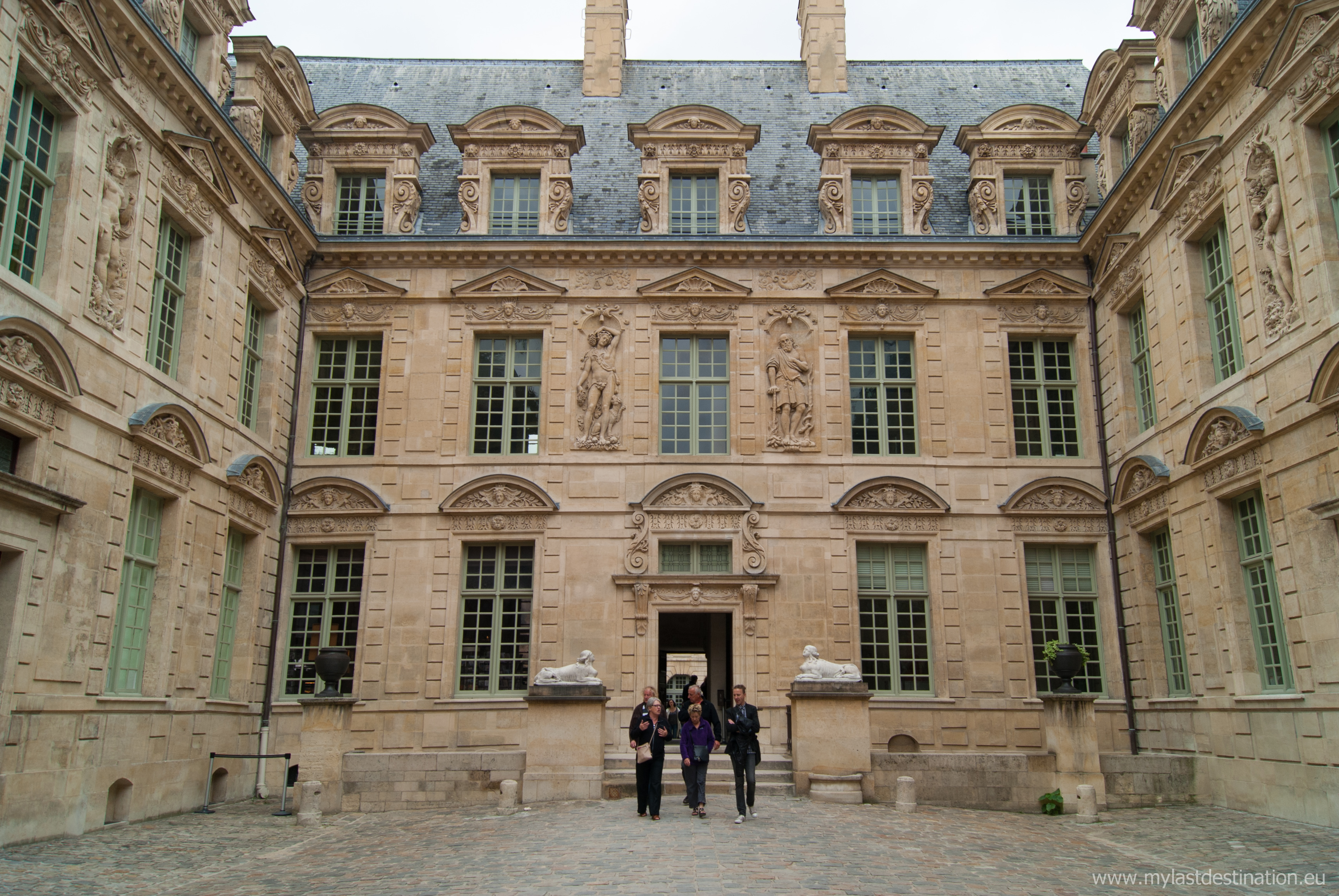
Hôtel de Sully (1625-1630).

Hôtels clasicistas en Le Marais (París).
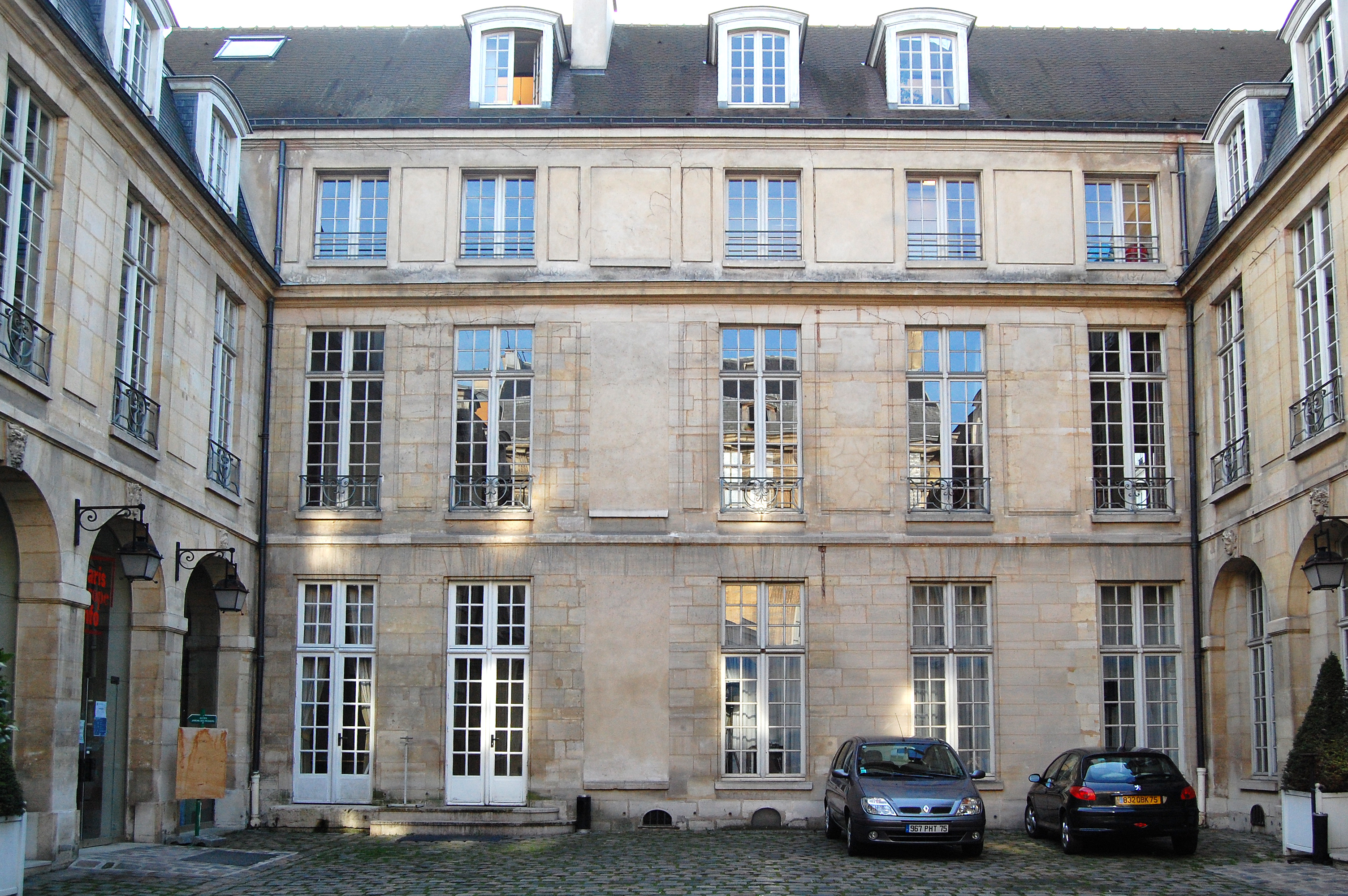
Hôtel de Coulanges (1627-1634).
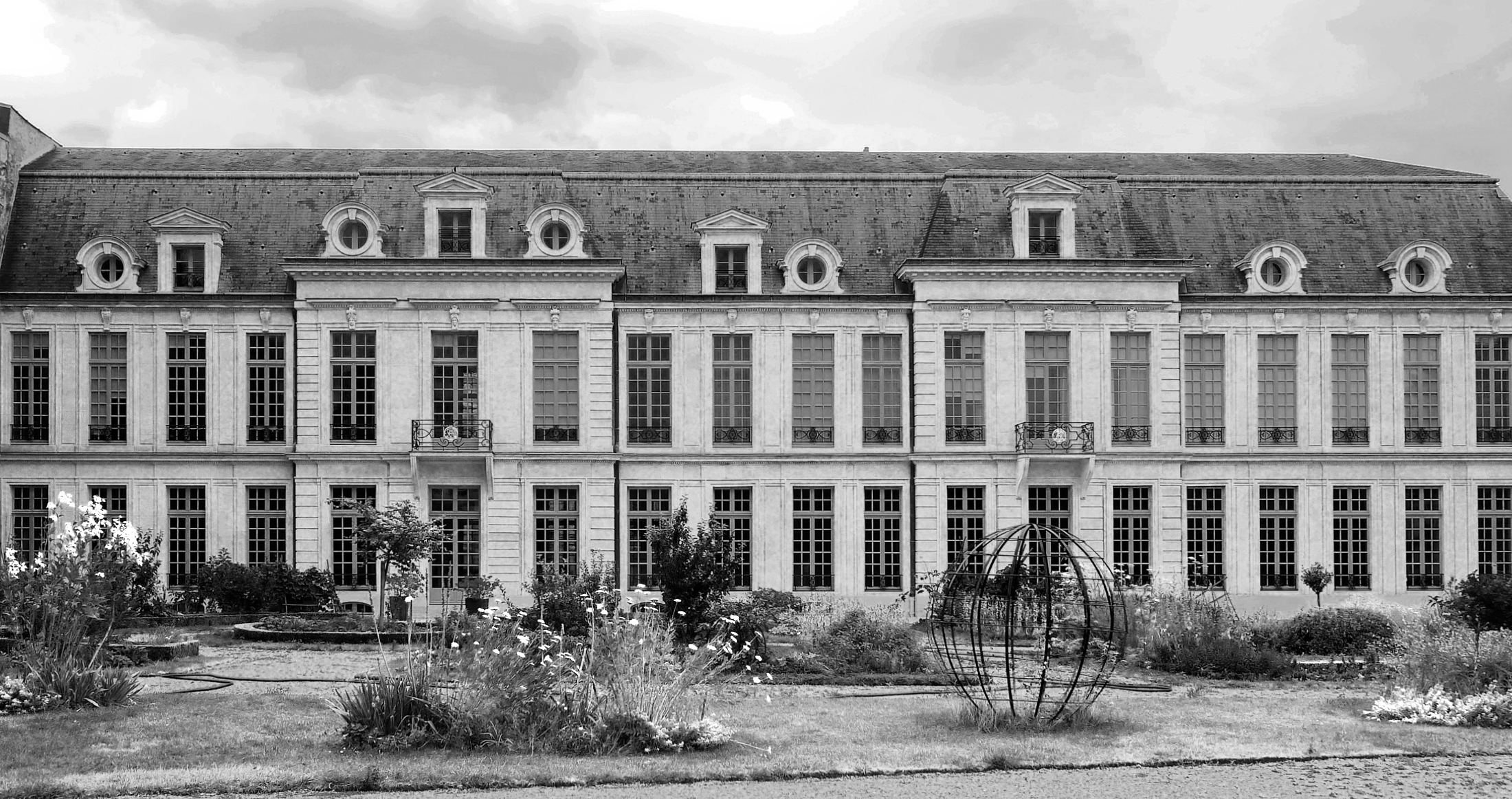
Hôtel d'Aumont (1644-1648), por Luis Le Vau.
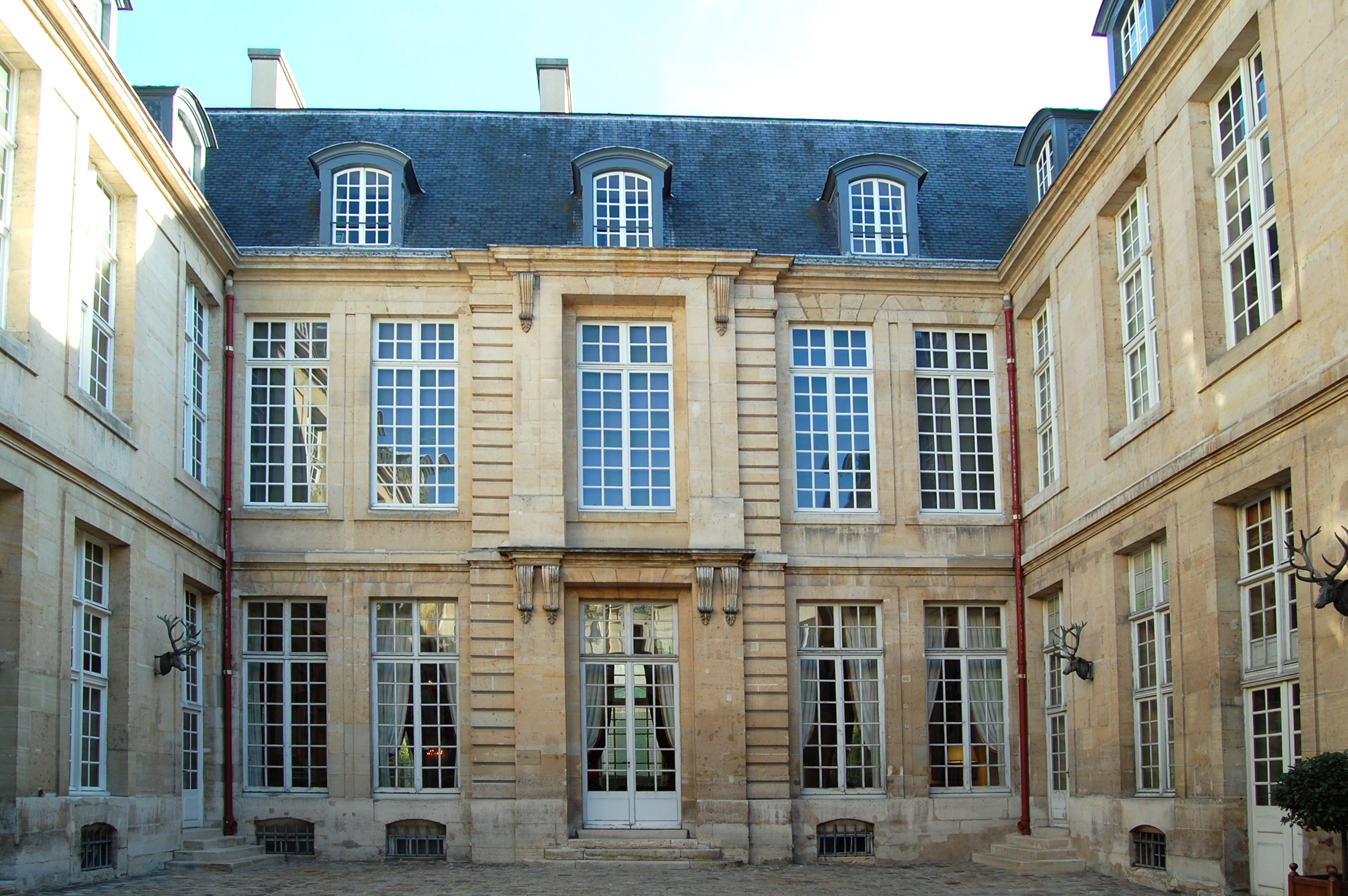
Hôtel de Guenegaud (1651-1655), por François Mansart.
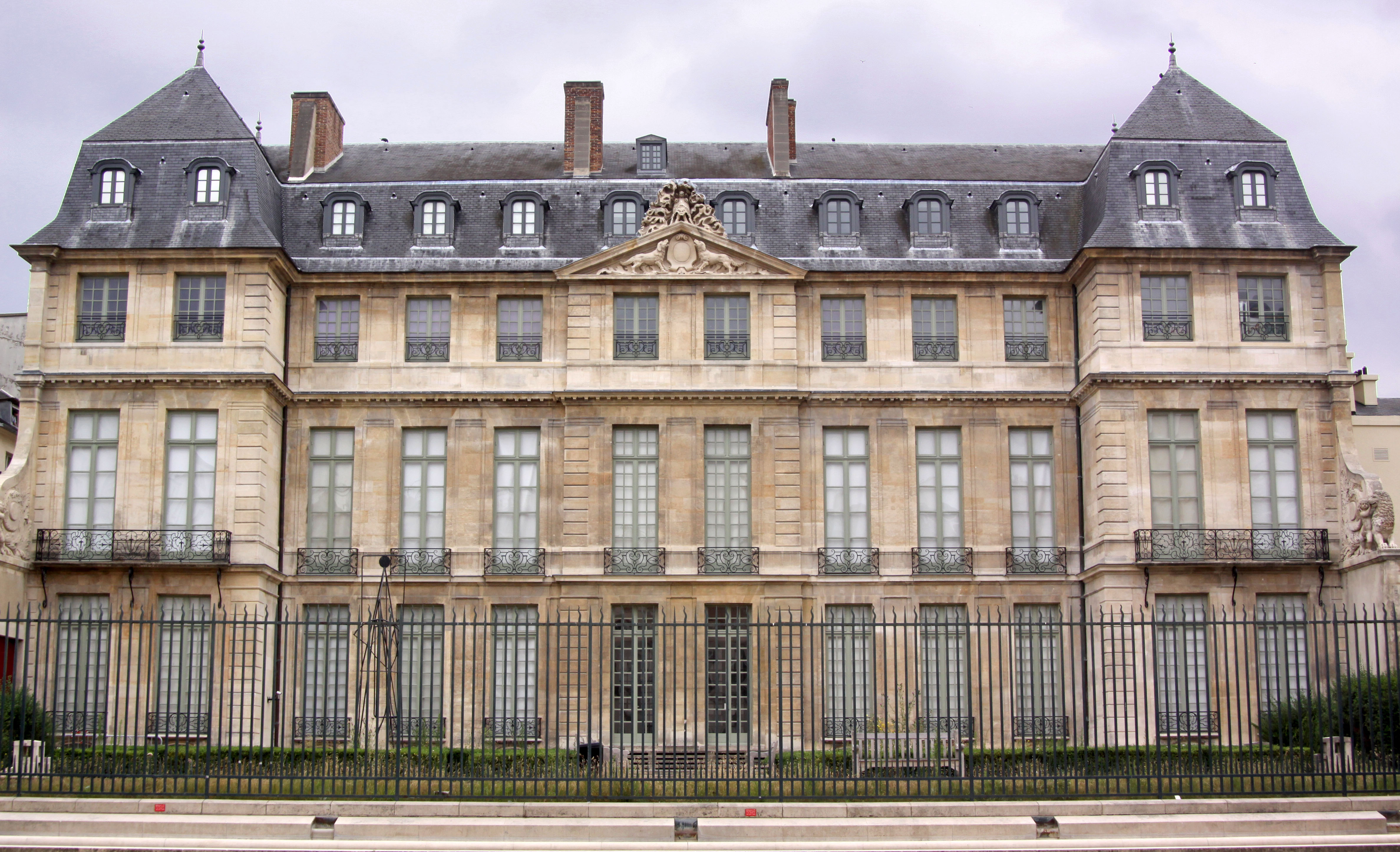
Hôtel Salé (1656-1659), hoy Museo Picasso.

### sigloXVIII

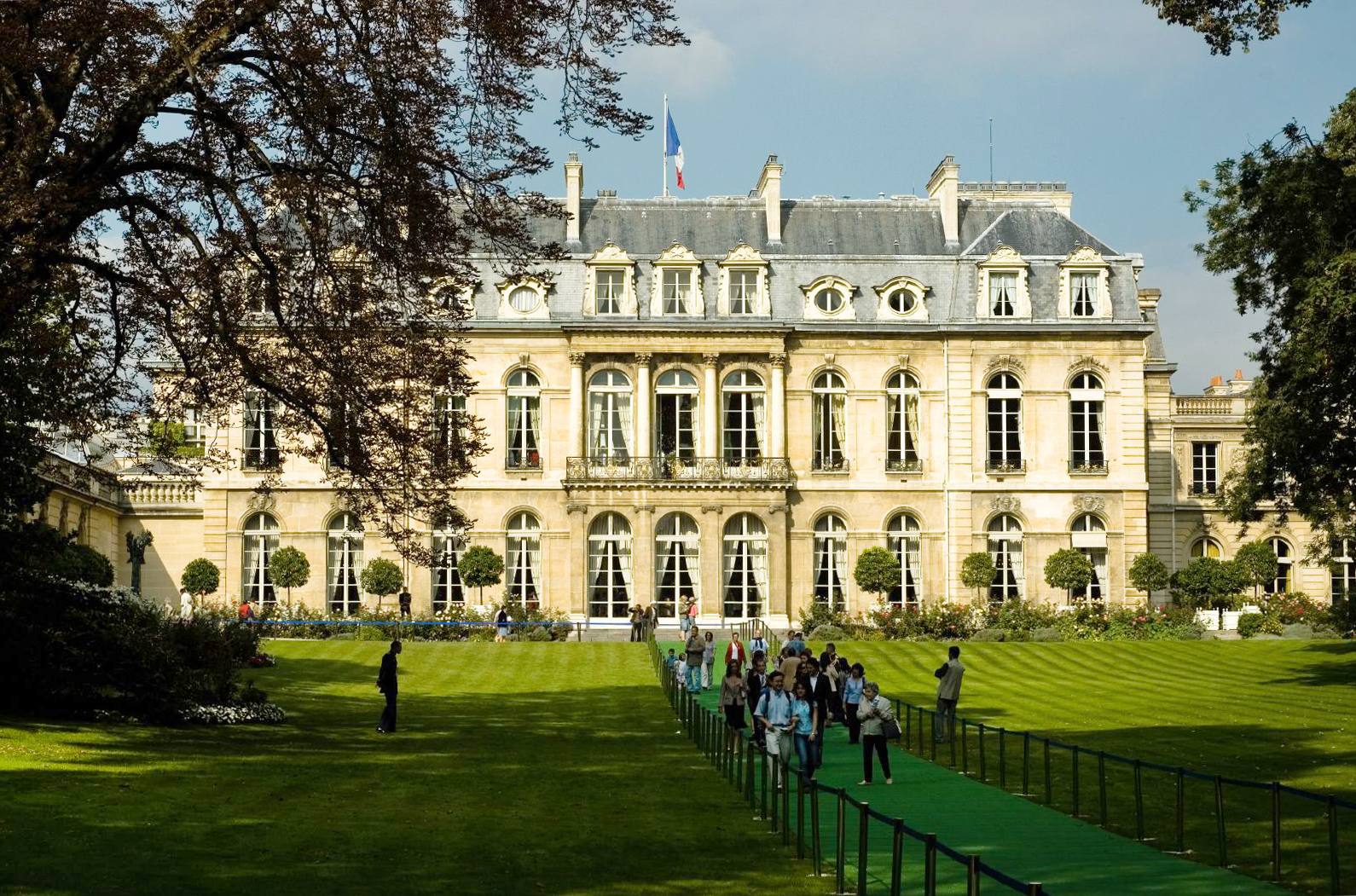
Hôtel d'Evreux, actual Palais de l'Élysée.

La muerte de Luis XIV en 1715 y el traslado de la corte a París durante la minoría de edad de Luis XV trajo consigo una importante transformación demográfica y urbanística en la capital. Lentamente, la aristocracia y la alta burguesía empezaron a abandonar el ya densamente poblado Marais y a trasladarse, buscando nuevas áreas para construir sus hôtels,  al oeste, allá de la viejas murallas de Luis XIII. La construcción de los monumentales hotêl de Soubise (1704) y hôtel de Rohan (1705) en Le Marais para una misma rancia familia de princes étrangers, los Rohan-Soubise, puede considerarse como el canto del cisne del antaño prestigioso distrito.
Al oeste de la capital aparecieron los nuevos barrios del faubourg Saint-Honoré (al norte del Sena) y el faubourg Saint-Germain (al sur). Estas nuevas zonas sin apenas construir permitieron la edificación de amplias residencias con extensos jardines en la parte posterior. En el Faubourg Saint-Honoré, el Conde de Evreux mandó construir a principios del siglo XVIII el inmenso Hôtel d'Evreux (1718-1722), que servirá de modelo para los hôtels del Siglo de las Luces, mientras que el Faubourg Saint-Germain vio aparecer los también modélicos Hôtel Biron (1727) y Hôtel de Matignon (1722-1724). Tampoco hay que olvidar los hôtels de otras ciudades francesas, como por ejemplo el Temple du Gôut (1753-1754) en Nantes.
A mediados de siglo, el célebre teórico Jacques-François Blondel publicó su De la distribution des maisons de plaisance et de la décoration en général (1737), obra en la que tipificaba como debía construirse y decorarse un hôtel, según las reglas de la convenance (conveniencia o adecuación); años más tarde apareció  L'architecture française (1752-1756), un extenso recopilatorio sobre los principales edificios de la capital francesa, y, entre ellos aparecían numerosos hôtels particuliers actualmente desaparecidos o muy transformados.

## Características esenciales

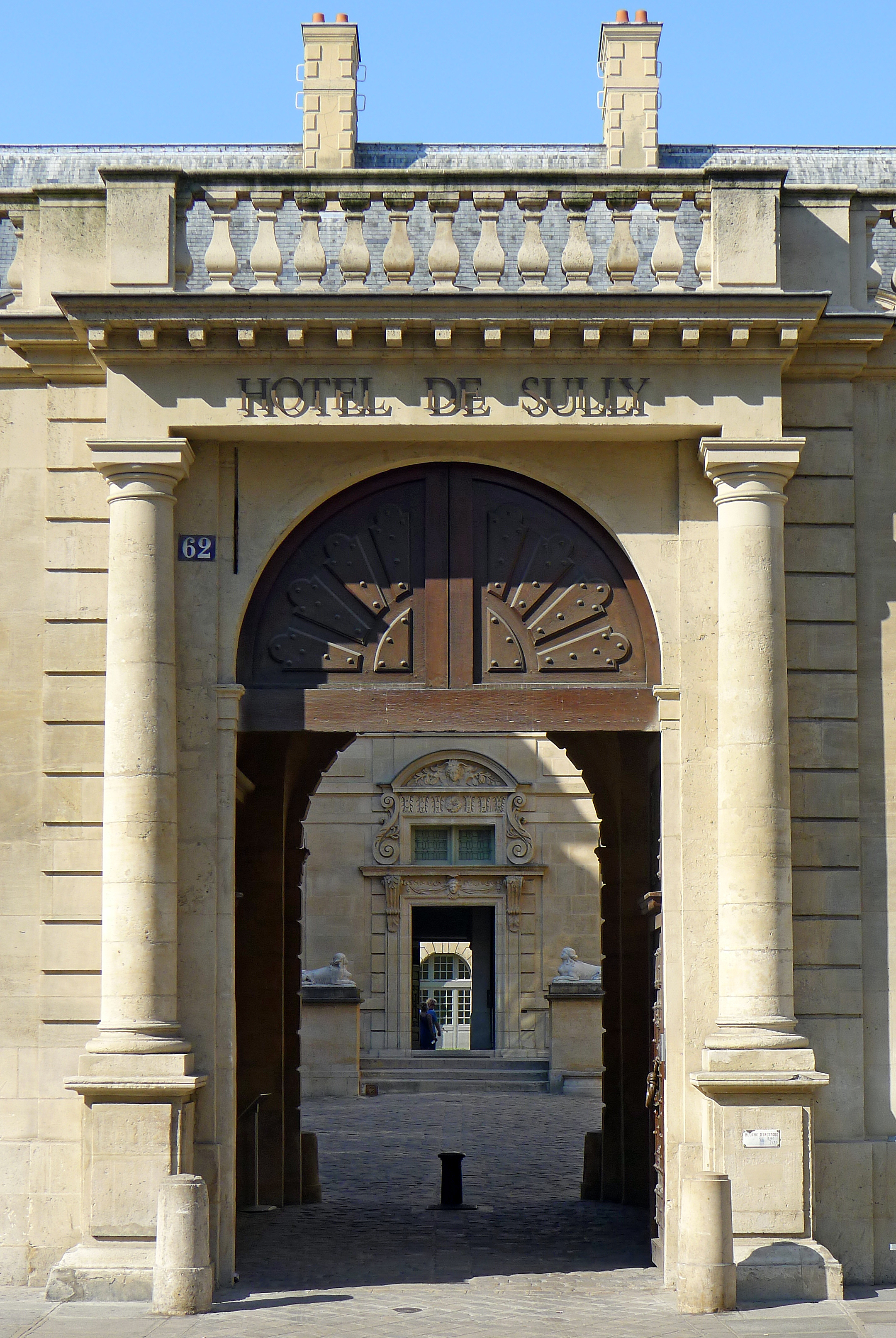
Portal de Hôtel Sully (1625-1630)

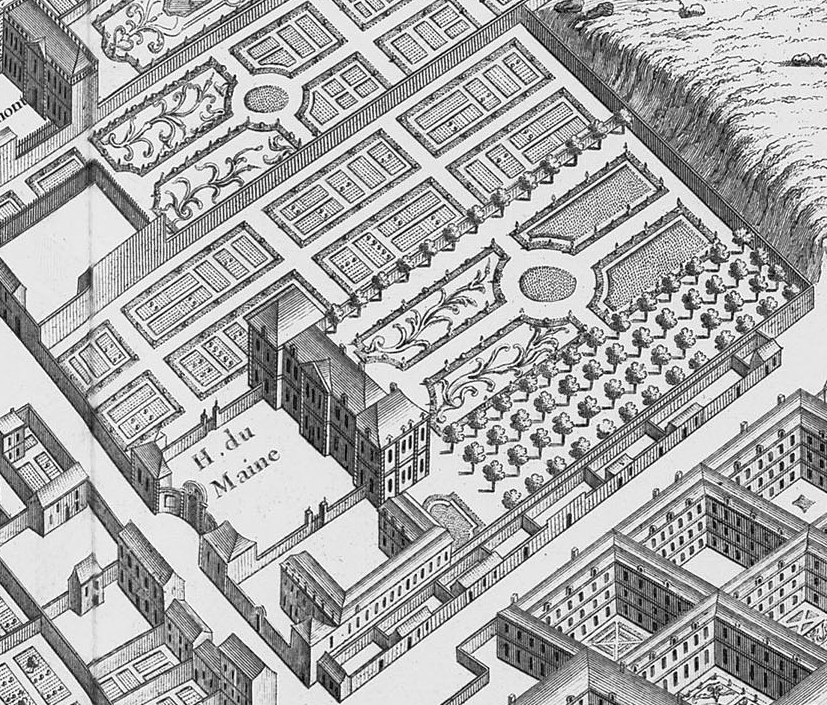
El Hôtel Biron (o Maine) "entre cour et jardin".

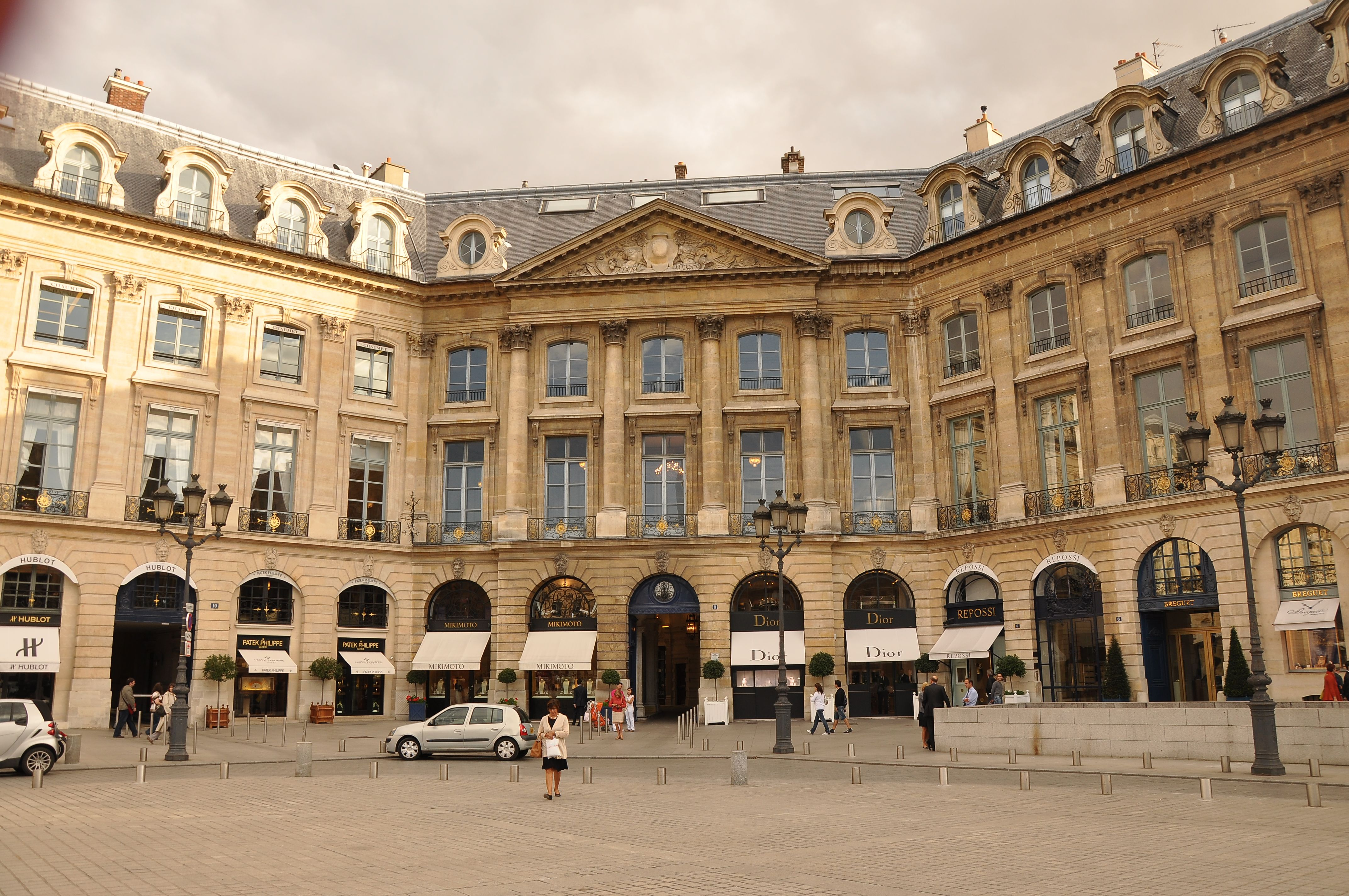
"Hôtels sur le devant" en la Place Vendôme.

Los siglos XVII-XVIII fueron la época de mayor esplendor y expansión de los hôtels , que ya tenían unas características muy bien definidas. Al contrario de los palazzos italianos o de las residencias nobiliarias centroeuropeas, el hôtel no se construía alineado a la calle, sino que se retiraba anteponiendo un patio: es el esquema denominado «entre cour et jardin» ('entre patio y jardín'). Esta disposición y la omnipresente obsesión por la simetría fueron las dos características esenciales. Se podían ya distinguir en el hôtel particulier las siguientes partes:
- portal: la monumental porte cochère (paso para carruajes) era la muestra externa de la riqueza del propietario o de la familia.[4] Solía tener en el tímpano esculpido con las armas de la familia,[12] armas que también aparecían en los carruajes y en las libreas de los criados. La puerta abierta durante el día permitía a los viandantes observar la fachada del hôtel. En el siglo XVIII, el portal se retranqueaba de la alineación mediante unos muros cóncavos en forma de media luna que ensanchaban la vía y facilitaban las maniobras de entrada y salida de los carruajes.
- cour d'honneur: el amplio patio de entrada que no solo separaba el hôtel de la calle sino que, como en el château, se concebía como un espacio teatral que potenciaba la magnificencia del edificio. Estaba reservado a los señores y a los visitantes.
- basse-cour: un patio lateral en el que se desempeñaban todas las funciones secundarias y del servicio; aquí se disponían las cocinas, los alojamientos del servicio, las écuries ('caballerizas') o las remises ('cocheras'). Dependiendo de la dimensión del hôtel, este podía tener más de una basse-cour, como el hôtel d'Evreux (hoy palacio del Elíseo).
- corps de logis: el edificio central tiene dos plantas sobre el sótano más un ático con techumbre quebrada o à la Mansard. Presenta una fachada sobria próxima al clasicismo francés pero donde las columnas y pilastras desaparecen en favor de grandes líneas de referencia y bandas que separan los pisos. La fachada a veces se anima con elaboradas esculturas rocaille (relieves o mascarones) en los elementos centrales de los dinteles y arcos de medio punto o avant-corps (parte central saliente) que adoptan formas poligonales o semicirculares. La entrada principal casi siempre se sitúa en el corp de logis y está precedida por un perron (escalinata).
- aile basse: del corps de logis podían salir una o dos alas secundarias que flanquean la cour d'honneur, cayeron en desuso en el siglo XVIII, cuando los hôtels se construyeron en terrenos más amplios y adoptaron una apariencia más compacta, como el hôtel de Biron.
- appartement: el hôtel se divide en appartements en enfilade para cada miembro de la familia, las mejores estancias se abren al jardín y usualmente monsieur se aloja en la planta baja y madame en el primer piso, donde tiene una mejor vista del jardín y el sol calienta mejor en invierno.[13][14] En los hôtels más lujosos, hay también un gran apartamento de recepción organizado en los salons de parade para las visitas formales[15] y los salons de société para las amistades.[16]
- jardín: un amplio jardin à la française, con parterres y perspectivas, completaba la parte trasera del hôtel. En una ciudad cara y densamente poblada como París, poder dedicar más de la mitad de la propiedad al jardín se considera una muestra de lujo.

### Variaciones

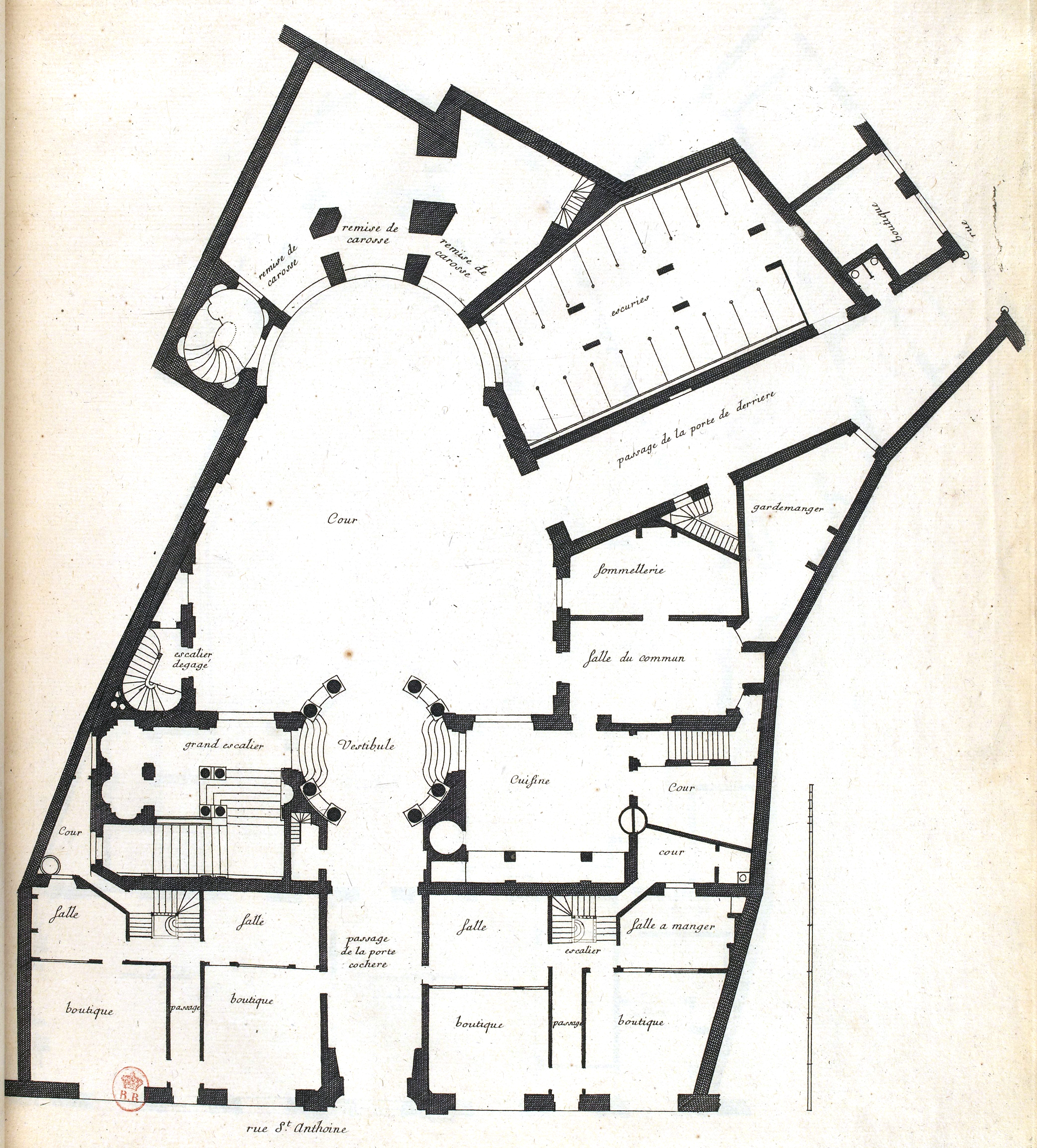
Hôtel de Beauvais, un magnífico ejemplo de adaptación a un solar irregular

Si este era el esquema ideal del hôtel particulier, también se podía variar adaptándose al lugar del que se disponía. No todos los propietarios podían permitirse el lujo de hacerlo construir en las afueras de la ciudad, en amplias parcelas y de diseñar una arquitectura regular para el edificio, crear un jardín y alinear el propio hôtel con la calle.
Los hôtels situados en el corazón de la ciudad eran más pequeños y raramente estaban provistos de un gran jardín, además, estaban pegados a otros edificios. Al igual que las casas burguesas o las casas ordinarias, tenían a cada lado un muro medianero con los edificios vecinos.
El sistema entre cour et jardin se sustituía, entonces, por el de hôtel sur le devant (hotel hacia delante) aparecido en el siglo XVII. Ejemplo de ello es la edificación de hôtels en las nuevas plazas reales —como la place Royale o la place Louis le Grand—, que obligó a prescindir de la cour d'honneur y a situar el corps de logis directamente alineado en la calle. En otros casos, como en el hôtel Lambert de la Île Saint-Louis, el jardín no se situó detrás de la propiedad sino en un lateral, sobre una terraza para así gozar de las vistas del Sena.

## Metamorfosis y declive

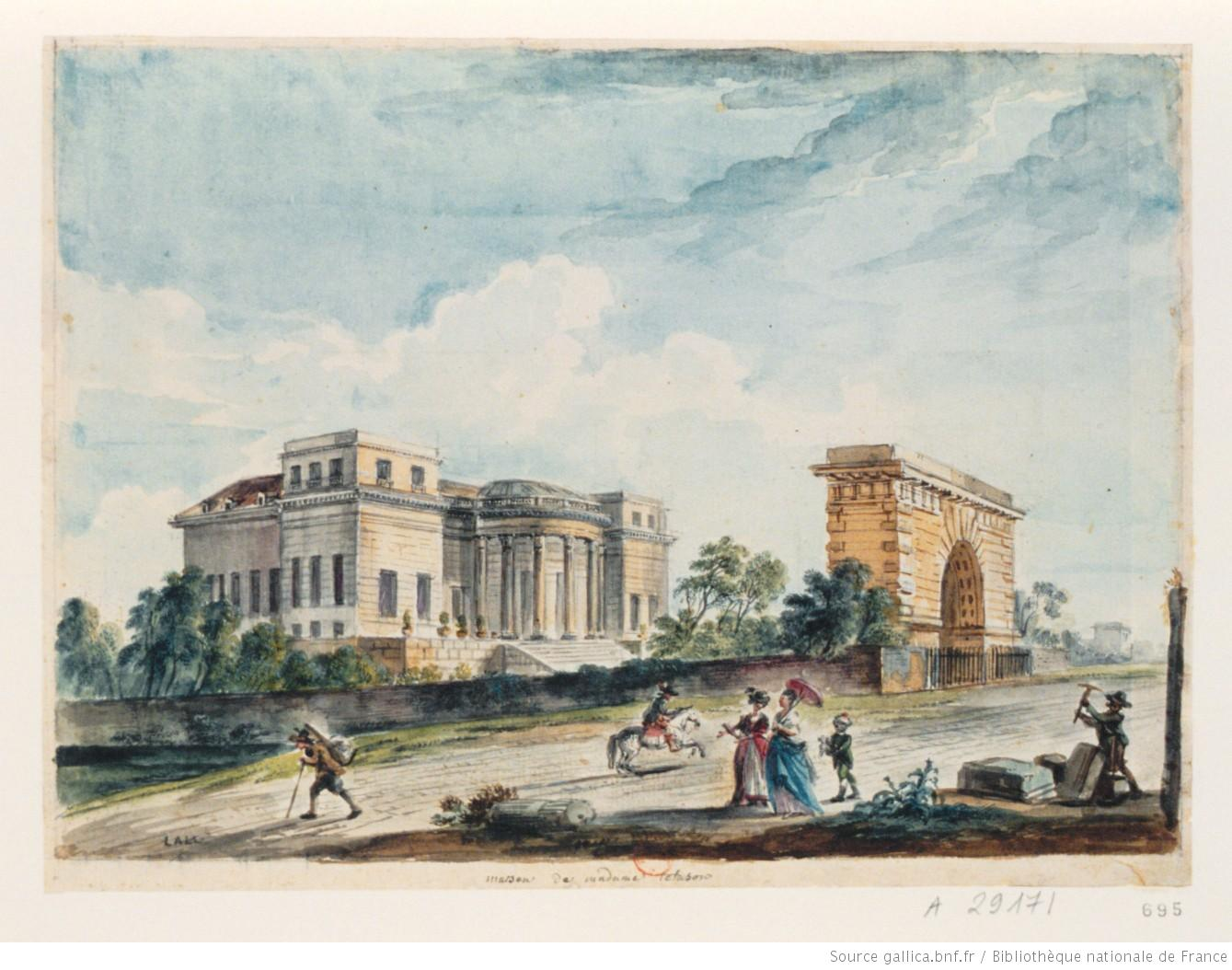
El Hôtel Thélusson y su entrada monumental.

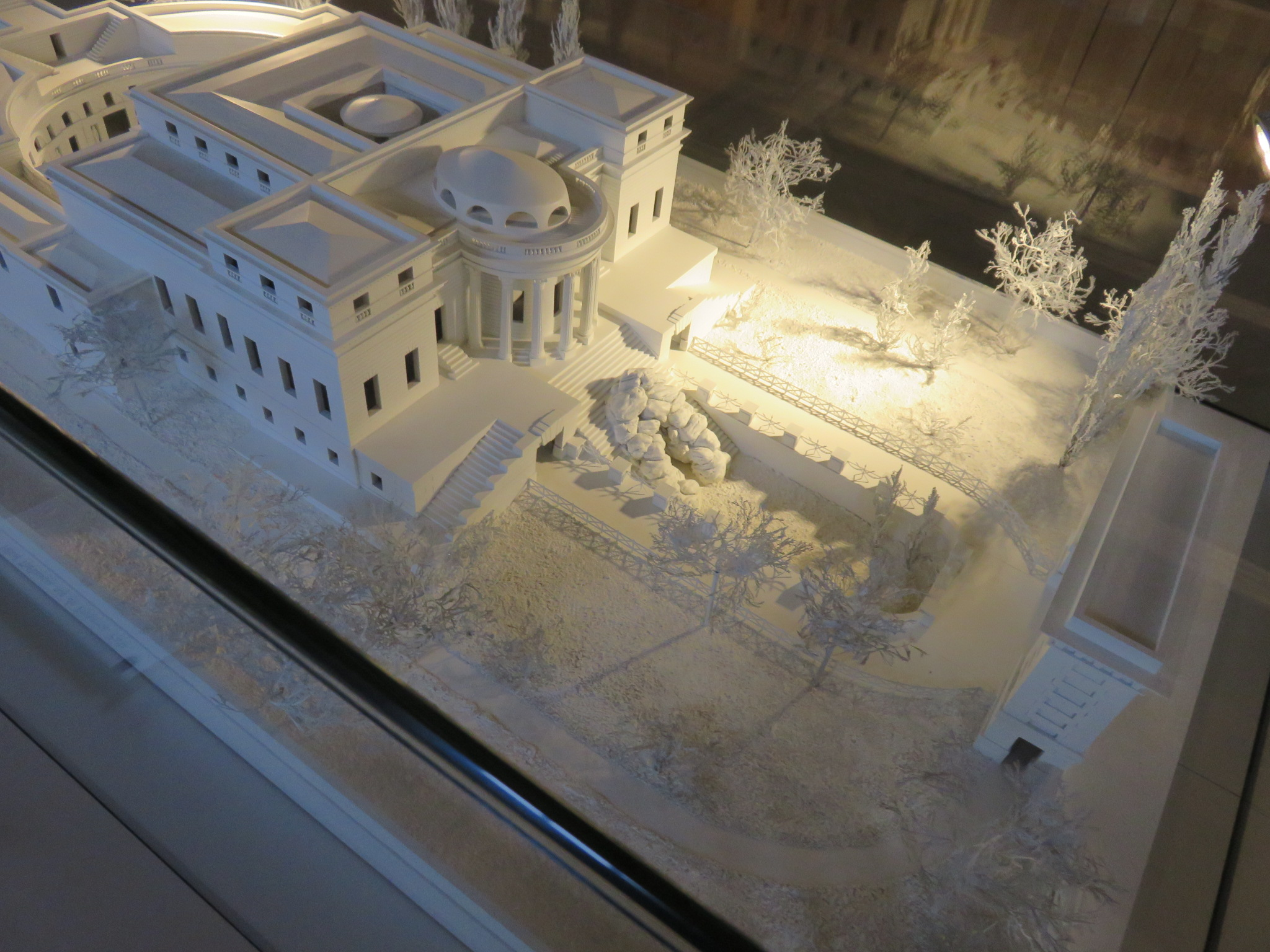
Maqueta del Hôtel Thélusson.

### Finales delsigloXVIII
A partir del fin de la guerra de los Siete Años, surgió un nuevo distrito a la moda al noroeste de la capital. La Chaussée d'Antin (literalmente "El Camino [del Duque] d'Antin") vivió una auténtica fiebre especulativa en las siguientes décadas, poco a poco las antiguas granjas y descampados dieron pasó a nuevas calles y zonas urbanizadas. Fueron principalmente financieros, fermiers (recaudadores de impuestos) y arquitectos-empresarios (como Brongniart) los responsables de transformar y habitar la zona.
Como muestra de los profundos cambios que vivía la sociedad francesa, en un mismo distrito habitaron el duque de Orleans y su amante la marquesa de Montesson, las célebres bailarinas de la ópera mademoisselle Dervieux y mademoisselle Guimard o el mariscal de Richelieu. Cada uno de dichos hôtels buscaron competir en elegancia y originalidad, y todos hacían gala de las nuevas tendencias neoclásicas, encargando las obras a afamados arquitectos como De Wailly, Ledoux, Boullée o Bélanger.
Claude-Nicolas Ledoux, uno de los llamados "arquitectos revolucionarios", construyó el Hôtel d'Uzès (1767) en el que dinamitaba las reglas de la convenance de Blondel (ver más arriba) al usar un monumental pórtico de orden colosal (reservado a iglesias o palacios) como entrada a una mera residencia particular. Años más tarde, puso en jaque todas las directrices constructivas de un hôtel particulier al edificar el Hôtel Thélusson (1778) para la viuda de un rico banquero. El portal fue substituido por un inmenso arco de triunfo rústico y lo primero que encontraran los visitantes al cruzarlo no era la cour d'honneur, sino el jardín, y a la fondo el hôtel erigido sobre un podio en forma de rocher (peñasco). En la fachada del hôtel resaltaba un prominente avantcorps  en forma de tholos, sin embargo, este no servía de entrada, ya que los carruajes dejaban a los visitantes en un pasaje subterráneo, al pie de una escalera monumental que conducía al piano nobile. Detrás del corps de logis del hôtel se situaba la cour d'honneur, que sin embargo había perdido toda función ceremonial.
Sin embargo, el tour de force de Ledoux en el Hôtel Thélusson puede considerarse más una excepción que una regla, ya que pocos años antes de la Revolución, el príncipe Frédéric de Salm-Kyrbourg encargó un hôtel en el Faubourg Saint-Germain. El Hôtel de Salm (1783-1792) obra de Pierre Rousseau, carecía de jardín, ya que su fachada posterior daba al Sena, y su desmesurada cour d'honneur era más propia de un foro romano que de una mansión urbana; no obstante, su composición y distribución seguían aún las directrices establecidas por el Hôtel du Grand Ferrare a mediados del siglo XVI.

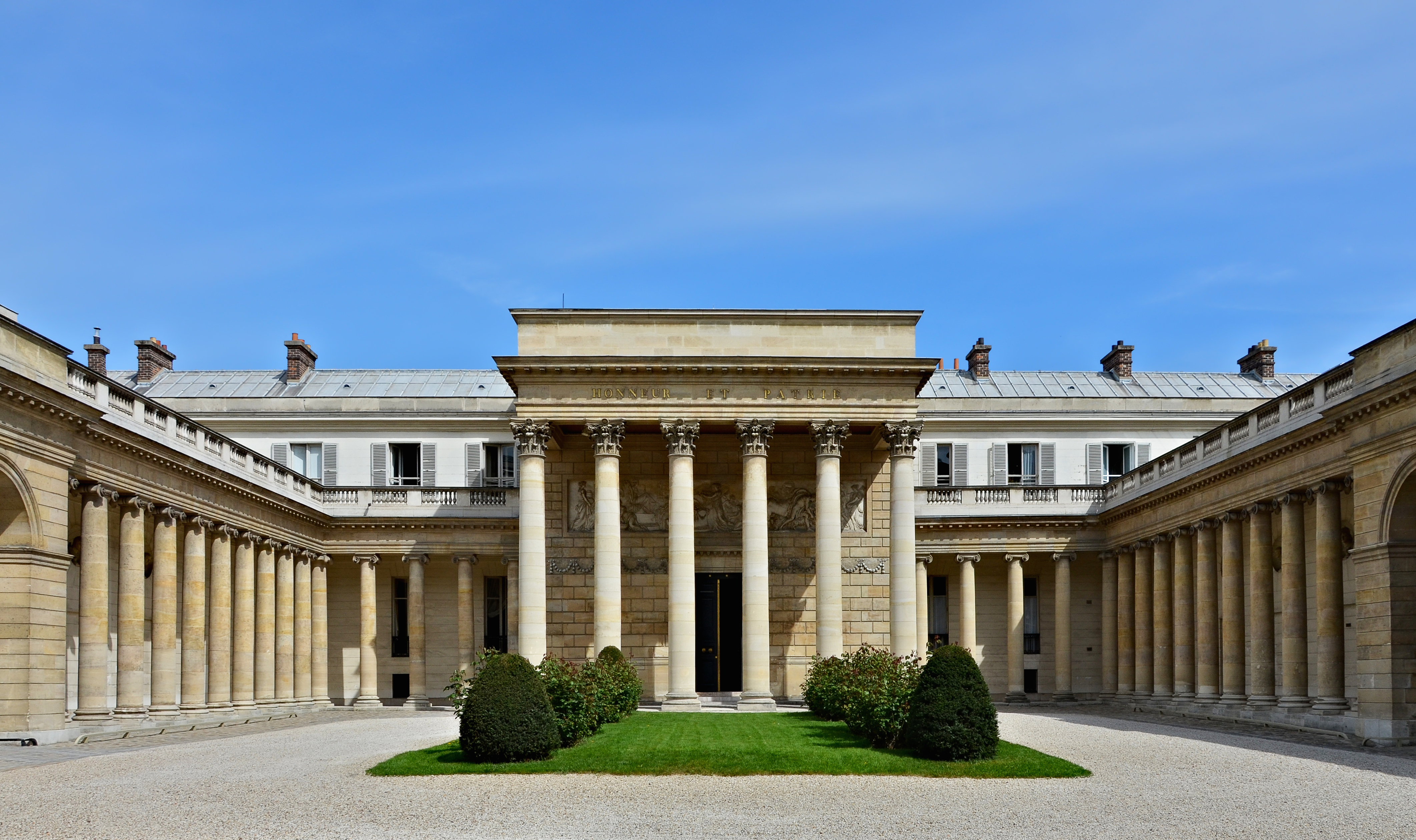
Cour d'honneur del Hôtel de Salm.

### SigloXIX
Pasada la Revolución Francesa, la fiebre constructiva de hôtels particuliers (como se les empezó a llamar entonces) no reapareció. Los napoleónidas y la nueva élite imperial prefirieron habitar en antiguos hôtels que fueron suntuosamente redecorados, como el Hôtel de Beauharnais. Los Murat vivieron en el Hôtel Thélluson y luego en el Hôtel d'Evreux, Lucien Bonaparte y Madame Mére en el Hôtel de Brienne y Louis y Horténse Bonaparte en el Hôtel Dervieux.
Con la Restauración Borbónica, algunos de los hôtels fueron devueltos a sus antiguos dueños y el Faubourg Saint-Germain se convirtió entonces, y hasta el siglo XX, en uno de los principales feudos de la vieja aristocracia francesa. No obstante, no fue hasta mediados de siglo, bajo la Monarquía de Julio y el Segundo Imperio, que se reemprendió la construcción del hôtels particuliers.
Las reformas de Haussmann trajeron consigo la urbanización de los barrios y pueblos al oeste, una vez más, de la capital: la plaine de Monceau, la Avenue de l'Impératrice, Auteuil o Passy; todos ellos fueron incorporados a la ciudad en 1860, formando los arrondissements XVI y XVII.
En 1868, el banquero protestante Édouard André encargó al arquitecto Henri Parent (rival de Charles Garnier) uno de los hôtels más emblemáticos de la época. El Hôtel Jacquemart-André, construido en el Boulevard Haussmann, retomaba el esquema invertido del Hôtel Thélusson, el jardín daba directamente al boulevard y servía al mismo tiempo para realzar y exhibir el hôtel y como "balcón" desde el que contemplar la bulliciosa calle, era el flâneur del que hablaba Baudelaire. La cour d'honneur trasera, al contrario que en el Hôtel Thélusson, sí que tenía un uso ceremonial, un pasaje bajo el jardín conducía a los carruajes directamente de la calle al patio, en donde descendían los visitantes. El interior del hôtel presentaba, además, las típicas nuevas estancias del siglo XIX, como el fumoir o el jardin d'hiver.
Las últimas décadas del siglo vieron un auténtico resurgir de la construcción de hôtels, ya fuera para miembros de distinguidas familias aristocráticas como en el Hôtel de Vogüé (1882) o para empresarios adinerados como el Hôtel Porgès (1892). No obstante, el edificio más emblemático del siglo no fueron los hôtels, sino los immeubles de raport típicamente hausmanianos, destinados a ser alquilados por plantas.
Sin embargo, el siglo XIX también debe ser recordado como una época de grandes demoliciones en la que muchos hôtels desaparecieron para dejar paso a nuevas calles o inmuebles, este fue el caso de Hôtel Thélusson, del Hôtel d'Uzès, del Hôtel de Jars o del Hôtel de Rambouillet. Paralelamente, hubo un auténtico mercado de viejas boiseries, compradas por ricos burgueses para decorar sus nuevas residencias y, en algunos casos, vendidas a millonarios americanos.

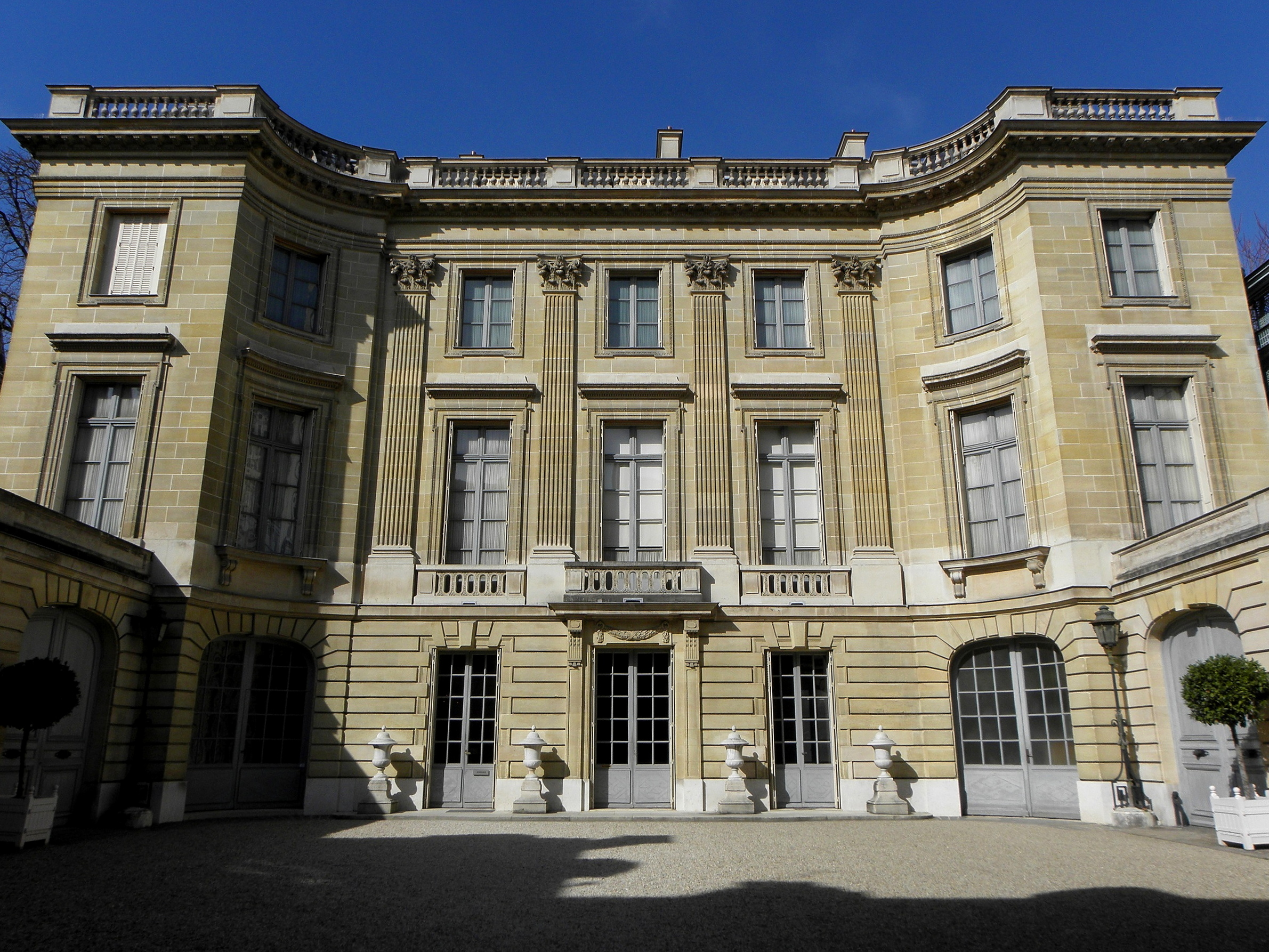
Fachada del Hôtel de Camondo.

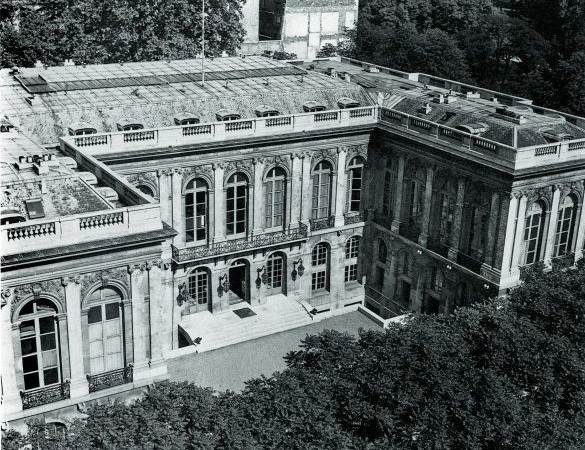
La cour d'honneur del Palais Rose.

### SigloXX
En las décadas iniciales del siglo XX se construyeron en París, dos hôtels que pueden considerarse como el canto del cisne de dicha tipología de edificación. En 1896, el dandy y aristócrata Boniface de Castellane, casado con una rica heredera americana, empezó a construir su hôtel particulier en la Avenue du Bois-de-Boulogne. La edificación, terminada en 1902, era tan colosal que recibió el nombre de Palais Rose en vez de "Hôtel de Castellane". La fachada era una copia del Grand Trianon revestida de mármol rosa (de ahí el nombre), toda la primera planta estaba destinada a recepciones y el espacio central lo ocupaba una monumental copia de la famosa (y desaparecida) Escalier des Ambassadeurs de Versailles. El edificio contenía, además un pequeño teatro y una galerie.
Décadas después, el financiero sefardí Moïse de Camondo encargó la construcción de su hôtel al borde del Parc de Monceau al afamado arquitecto René Sergent. El Hôtel Moïse de Camondo imitaba la fachada del Petit Trianon, y en su interior se acumulaban las colecciones de artes decorativas del siglo XVIII de su propietario. Sin embargo, el hôtel era producto de su época, no solo poseía las últimas tecnologías y comodidades, sino que, además, el primer piso se destinaba a recepciones y el segundo contenía las estancias privadas de la familia (dormitorios, cuartos de baño, despacho...) era la desaparición definitiva del appartement, que había dominado la distribución interior de los hôtels desde el siglo XVI.
La Primera Guerra Mundial y la posguerra trajeron consigo importantes cambios en la sociedad francesa y por ende en la construcción de hôtels particuliers. Con el aumento del precio del suelo, la especulación inmobiliaria, la densificación urbana y el aumento de tasas a la rentas más alta, los monumentales hôtels estaban destinados a desaparecer del mismo modo que lo hicieron las villas suburbanas de Roma o las grandes mansiones londinenses.
Moïse de Camondo, que pretendía fundar una digna dinastía de banqueros en Francia, de la que su muestra en piedra era su hôtel, vio sus sueños truncados cuando su hijo Nissim murió en la Gran Guerra. Tras su muerte, en 1935, cedió el hôtel al estado francés con la condición que llevara el nombre de su hijo fallecido. Con el Musée Nissim de Camondo, Moïse logró su sueño de pasar a la posteridad.
Menos suerte tuvo el Palais Rose, después del divorcio de Boni de Castellane y su rica esposa americana Anna Gould, el hôtel se convirtió en propiedad de esta última. Tras su muerte en 1961, sus herederos ofrecieron vender el inmenso palacio al estado, que lo rehusó, alegando que "no tenía ningún valor arqueológico" ya que en pleno siglo XX, los historicismos del siglo XIX no merecían más que desprecio. Así, pues, uno de los hôtels más espectaculares jamás construidos en París fue demolido alegando falta de modernidad.

### SigloXXI
Actualmente, de los cerca de 2000 hôtels que había en la capital francesa, solo quedan unos 400, habiendo desaparecido, por lo tanto el 80% de dichas edificaciones. La mayoría de hôtels existentes albergan instituciones oficiales (Hôtel d'Evreux, Hôtel de Matignon), embajadas (Hôtel de Beauharnais, Hôtel de Mónaco), museos (Hôtel de Soubise, Hôtel Jacquemart-André) o tiendas de lujo (como los hôtels de la Place Vendôme). Los hôtels parisinos están lejos, por lo tanto, de cumplir la función original por la que fueron concebidos: servir de residencia a un gran señor, a su familia y a sus sirvientes. Como caso excepcional, en 2007, el emblemático Hôtel Lambert fue vendido al hermano del Emir de Catar, con planes para instalar en él su residencia parisina.